# Пшеничненська сільська рада (Нижньогірський район)
Пшени́чненська сільська́ ра́да — адміністративно-територіальна одиниця та орган місцевого самоврядування в Нижньогірському районі Автономної Республіки Крим. Адміністративний центр — село Пшеничне.

## Загальні відомості
- Населення ради: 1 765 осіб (станом на 2001 рік)

## Населені пункти
Сільській раді підпорядковані населені пункти:
- с. Пшеничне
- с. Дворове
- с. Любимівка
- с. Слив'янка

## Склад ради
Рада складається з 20 депутатів та голови.
- Голова ради: Тимошенко Юрій Михайлович
- Секретар ради: Лисенко Світлана Федорівна

### Керівний склад попередніх скликань
| Прізвище, ім'я, по батькові | Основні відомості                                                         | Дата обрання | Дата звільнення |
| --------------------------- | ------------------------------------------------------------------------- | ------------ | --------------- |
| Тімошенко Юрій Михайлович   | Сільський голова, 1959 року народження, член Народної партії              | 26.03.2006   | 31.10.2010      |
| Тимошенко Юрій Михайлович   | Сільський голова, 1959 року народження, освіта вища, член Народної партії | 31.10.2010   |                 |

Примітка: таблиця складена за даними сайту Верховної Ради України

### Депутати
За результатами місцевих виборів 2010 року депутатами ради стали:

#### За суб'єктами висування
| Суб'єкт висування | Кількість обраних депутатів | %   |
| ----------------- | --------------------------- | --- |
| Самовисування     | 20                          | 100 |

#### За округами
| № округу | Прізвище, ім'я, по батькові       | Дата визнання обраним | Освіта           | Партійна приналежність            | Відомості про обраного депутата                             |
| -------- | --------------------------------- | --------------------- | ---------------- | --------------------------------- | ----------------------------------------------------------- |
| 1        | Терешкіна Альбіна Олексадрівна    | 04.11.2010            | вища             | член Партії регіонів              | Пшеничненська загальноосвітня школа, директор               |
| 2        | Гапанчук Валентина Йосипівна      | 04.11.2010            | середня          | позапартійна                      | тимчасово не працює                                         |
| 3        | Хрупчик Микола Якимович           | 04.11.2010            | середня          | позапартійний                     | селянське фермерське господарство «Сиваш», водій            |
| 4        | Трещова Наталія Борисівна         | 04.11.2010            | вища             | член Народної партії              | Пшеничненська загальноосвітня школа, медична сестра         |
| 5        | Притула Ольга Анатоліївна         | 04.11.2010            | середня          | позапартійна                      | Пшеничненська загальноосвітня школа, секретар               |
| 6        | Козлик Василь Васильович          | 04.11.2010            | середня          | член Народної партії              | селянське фермерське господарство «Нива», фермер            |
| 7        | Іванов Олександр Михайлович       | 04.11.2010            | середня          | член Партії регіонів              | агентство з ідентифікації і реєстрації тварин, агент        |
| 8        | Лисенко Світлана Федорівна        | 04.11.2010            | вища             | член Народної партії              | Пшеничненська сільська рада, секретар                       |
| 9        | Приймак Віктор Валентинович       | 04.11.2010            | середня          | позапартійний                     | тимчасово не працює                                         |
| 10       | Котовець Тетяна Леонідівна        | 04.11.2010            | вища             | член Народної партії              | Пшеничненська загальноосвітня школа, вчитель                |
| 11       | Гаврик Микола Антонович           | 04.11.2010            | вища             | член Комуністичної партії України | селянське фермерське господарство «Сиваш», заступник з АГЧ  |
| 12       | Полуніна Ольга Анатоліївна        | 04.11.2010            | вища             | член Партії регіонів              | філія № 17 Нижньогірської ЦБС, бібліотекар                  |
| 13       | Вальченко Валерій Олексійович     | 04.11.2010            | вища             | член Партії регіонів              | селянське фермерське господарство «Сиваш», єнергетик        |
| 14       | Смирнова Ірина Петрівна           | 04.11.2010            | вища             | член Партії регіонів              | Пшеничненська загальноосвітня школа, заступник директора    |
| 15       | Мутіліна Галина Леонідівна        | 04.11.2010            | вища             | позапартійна                      | перукарня «Орхідея», перукар                                |
| 16       | Гречко Тетяна Іванівна            | 04.11.2010            | середня          | позапартійна                      | Красногвардійське ЦБУ, поштарка                             |
| 17       | Данченко Надія Борисвівна         | 04.11.2010            | середня          | позапартійна                      | тимчасово не працює                                         |
| 18       | Залюбовська Надія Дмитрівна       | 04.11.2010            | середня          | позапартійна                      | тимчасово не працює                                         |
| 19       | Самбурська Ірина Борисівна        | 04.11.2010            | вища             | позапартійна                      | Нижньогірське РАЙПО, продавець                              |
| 20       | Тімошенко Володимир Володимирович | 04.11.2010            | незакінчена вища | член Партії регіонів              | селянське фермерське господарство «Сиваш», головний інженер |